# Duncan Grant
Duncan Grant, född 21 januari 1885 i Rothiemurchus nära Aviemore i Inverness-shire, Skottland, död 8 maj 1978 i Aldermaston, Berkshire, England, var en brittisk konstnär och designer.

## Biografi

### Utbildning
Duncan Grant, vars far Bartle Grant var officer, vistades i Indien och Burma mellan 1887 och 1894. Åren 1894 till 1899 gick han i Hillbrow School i Rugby, där han undervisades av en teckningslärare och blev intresserad av japanska tryck. Mellan 1899 och 1901 utbildades han vidare vid St Paul's School i London. Från 1902 följde studier vid Westminster School of Art i samma stad. Under vintern 1904–1905 besökte Grant Italien och studerade de gamla mästarna. Bland annat utförde han i Florens kopior av Masaccio-freskerna i Brancaccikapellet i kyrkan Santa Maria del Carmine.
Under 1906 studerade Grant vid målaren och författaren Jacques Émile Blanches Académie de La Palette och bekantade sig med Musée du Luxembourgs samling av impressionistmåleri. Med början i januari 1907 gick Grant en termin vid Slade School of Art i London. Han studerade där även under sommaren 1908. Året därpå besökte han syskonen Michael och Gertrude Stein i Paris och fick tillfälle att studera deras konstsamling bland annat innefattande verk av Picasso och Matisse. Under sommaren samma år besökte han Matisse i Clamart i Paris. 

### Konstgärning och senare liv
Genom sin kusin Lytton Strachey kom Grant att anslutas till Bloomsburygruppen, vars medlemmar skulle förbli hans vänner livet ut.
1906 träffade Grant för första gången konstnären Vanessa Bell (Virginia Woolfs syster, född Stephen) på den s.k. Friday Club hemma hos Bell i London. Klubben kom att bli ett mötesforum för Bloomsburygruppens konstnärer.
1911 anslöt sig Grant till Camden Town Group samt bidrog till 1912 års post-impressionistiska utställning som organiserades av den framstående konstkritikern Roger Fry. Åren 1913 till 1919 var han även del av Frys Omega Workshops.
Under första världskriget vägrade Grant som pacifist bära vapen, varvid han kom att registreras som vapenvägrare. 1916 undantogs han från krigstjänst och ålades i stället jordbruksarbete. Samma år flyttade han tillsammans med Vanessa Bell och sin dåvarande partner David Garnett till Charleston Farmhouse i East Sussex som Bell inköpt. Grant kunde därifrån fullgöra sina jordbrukssysslor. Vid sidan av David Garnett, och trots sin homosexuella läggning, utvecklade Grant ett förhållande med Vanessa Bell. Relationen var både känslomässig och yrkesmässig. 1918 födde Bell parets dotter Angelica Garnett. Duncan Grant och Vanessa Bell arbetade nära med konstnärliga projekt och även om Grant skulle ha många parallella förhållanden med män såsom Lytton Strachey och John Maynard Keynes, förblev de nära fram tills Bell avled 1961.
1919 flyttade Grant, Garnett och Bell tillbaka till London, varpå Charleston för stunden upphörde att vara permanent bostad.
Grant uppnådde framgång som konstnär från 1920-talet och framåt. Han hade sin första separatutställning 1920 och hans verk ställdes ut regelbundet till 1977. Senare delen av sitt liv var han ofta på resande fot i Europa, liksom i huset i Cassis i södra Frankrike som han delade med Vanessa Bell. Utöver utvecklandet av sin egen målarkarriär fanns det en stor efterfrågan på Grants och Bells färdigheter i muralmålning och husutsmyckning. Grant fortsatte att måla efter Bells död och kom att tillbringa sin tid både på Charleston och i London. Duncan Grant var en nyskapande postimpressionist och en av de första brittiska konstnärerna som tog intryck av Paul Cezanne och fauvismen.
Hösten 2020 hittades mer än 400 gömda erotiska teckningar som mestadels avbildar sexuella möten mellan män. Dessa teckningar är från 1940- och 1950-talen då homosexualitet fortfarande var förbjudet i Storbritannien. Teckningarna lämnades över till en vän försedd med en varning "dessa teckningar är mycket privata" och man trodde länge att dessa konstverk var förstörda, något som ofta drabbade konst med hbtq-motiv vid den här tiden. Fyndet värderas till 23 miljoner kronor och kommer tas hand om av Charleston Trust som arbetar med Bloomsburygruppen.
Duncan Grant avled 1978 i lunginflammation vid 93 års ålder.

## Bildgalleri

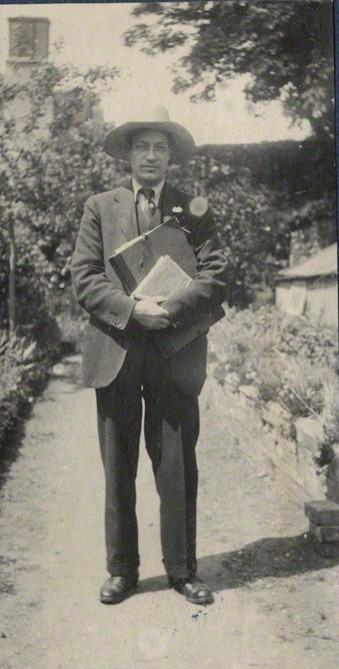
Duncan Grant (1922)
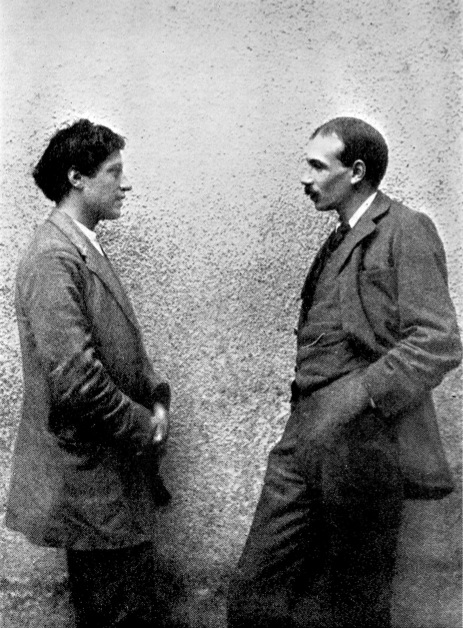
Duncan Grant (till vänster) samt John Maynard Keynes
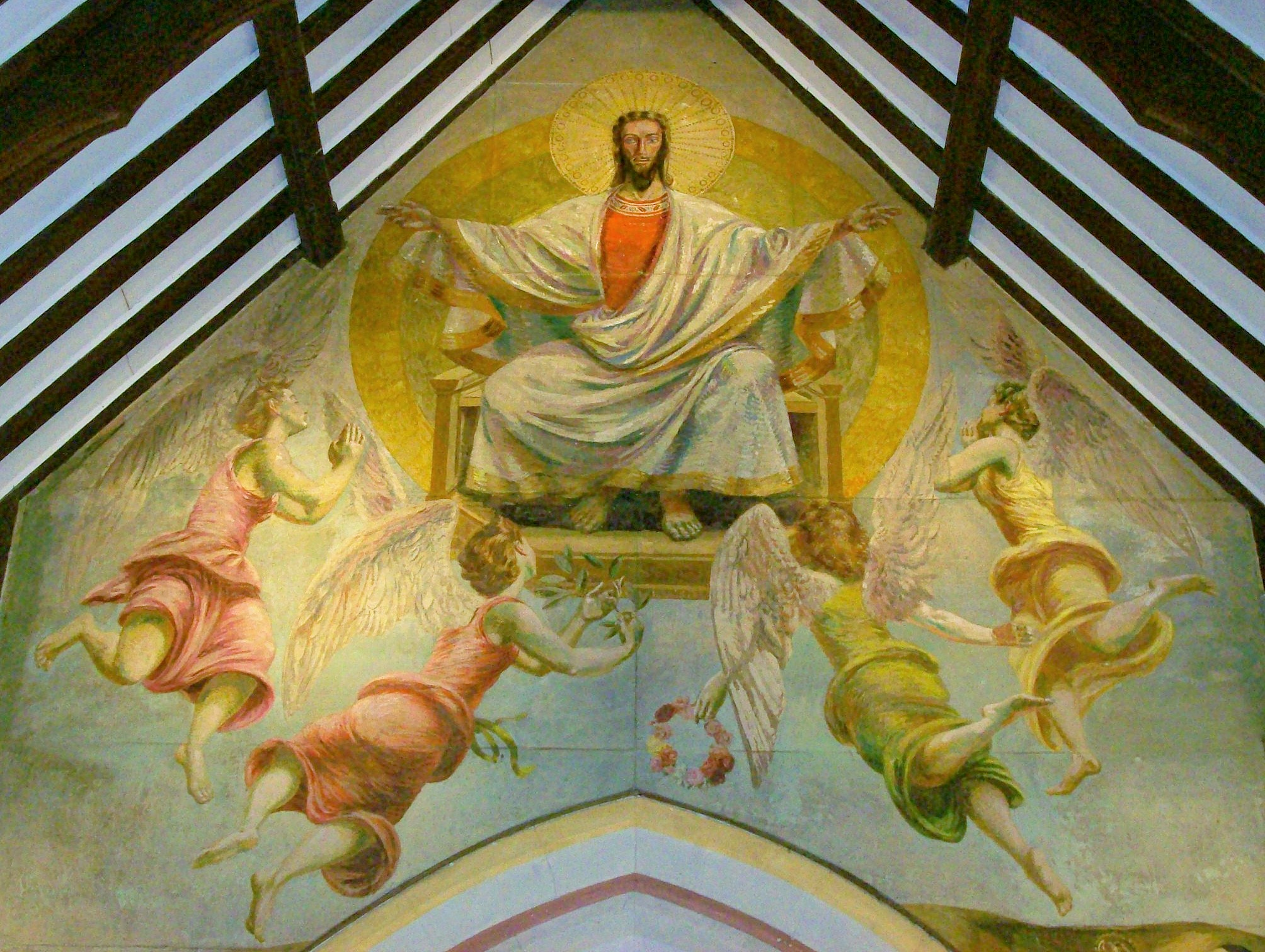
Christ in Glory (St Michael and All Angels Church, Berwick, East Sussex, Storbritannien)
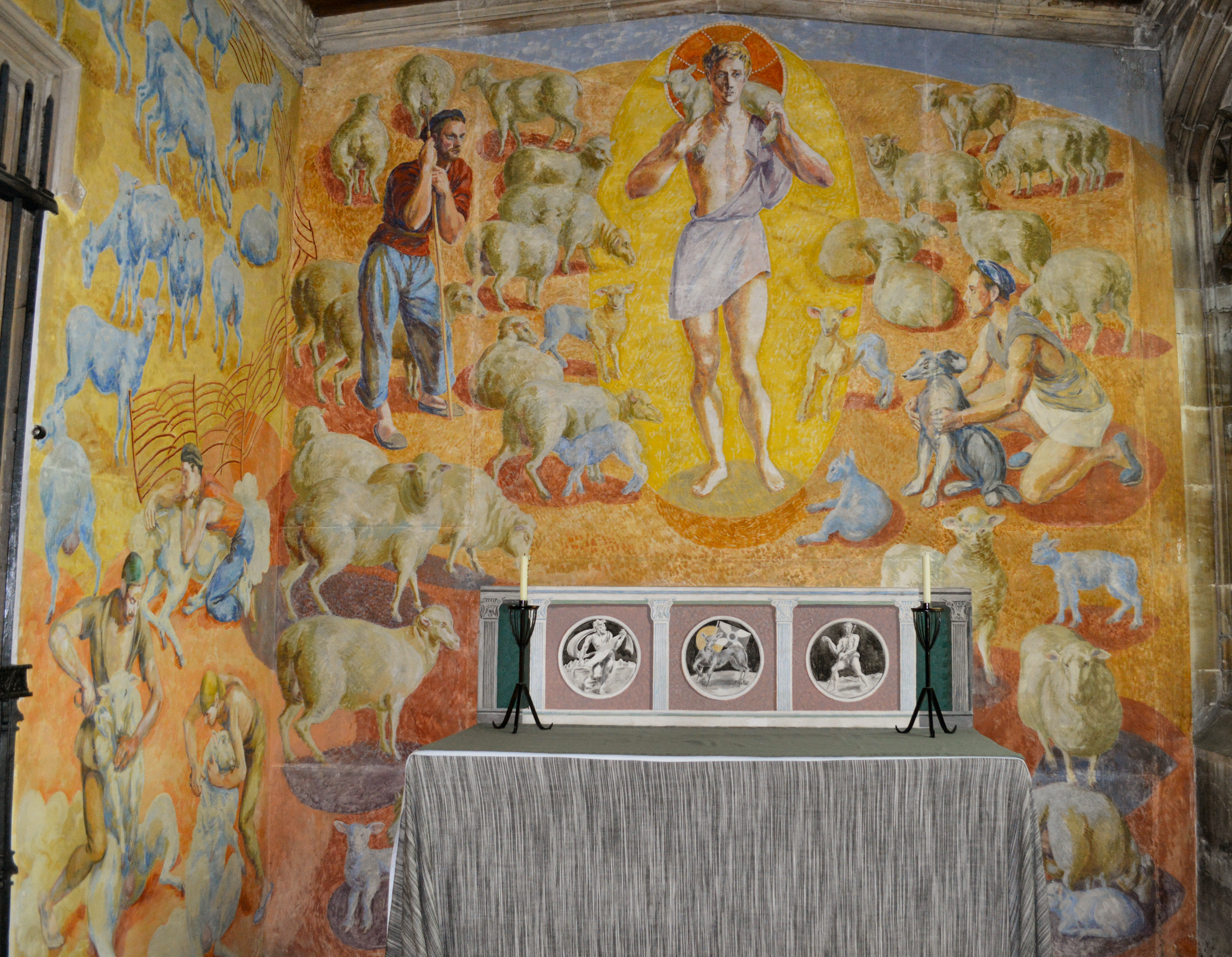
Christ the Good Shepherd (muralmålning i Lincoln Cathedral, Storbritannien)
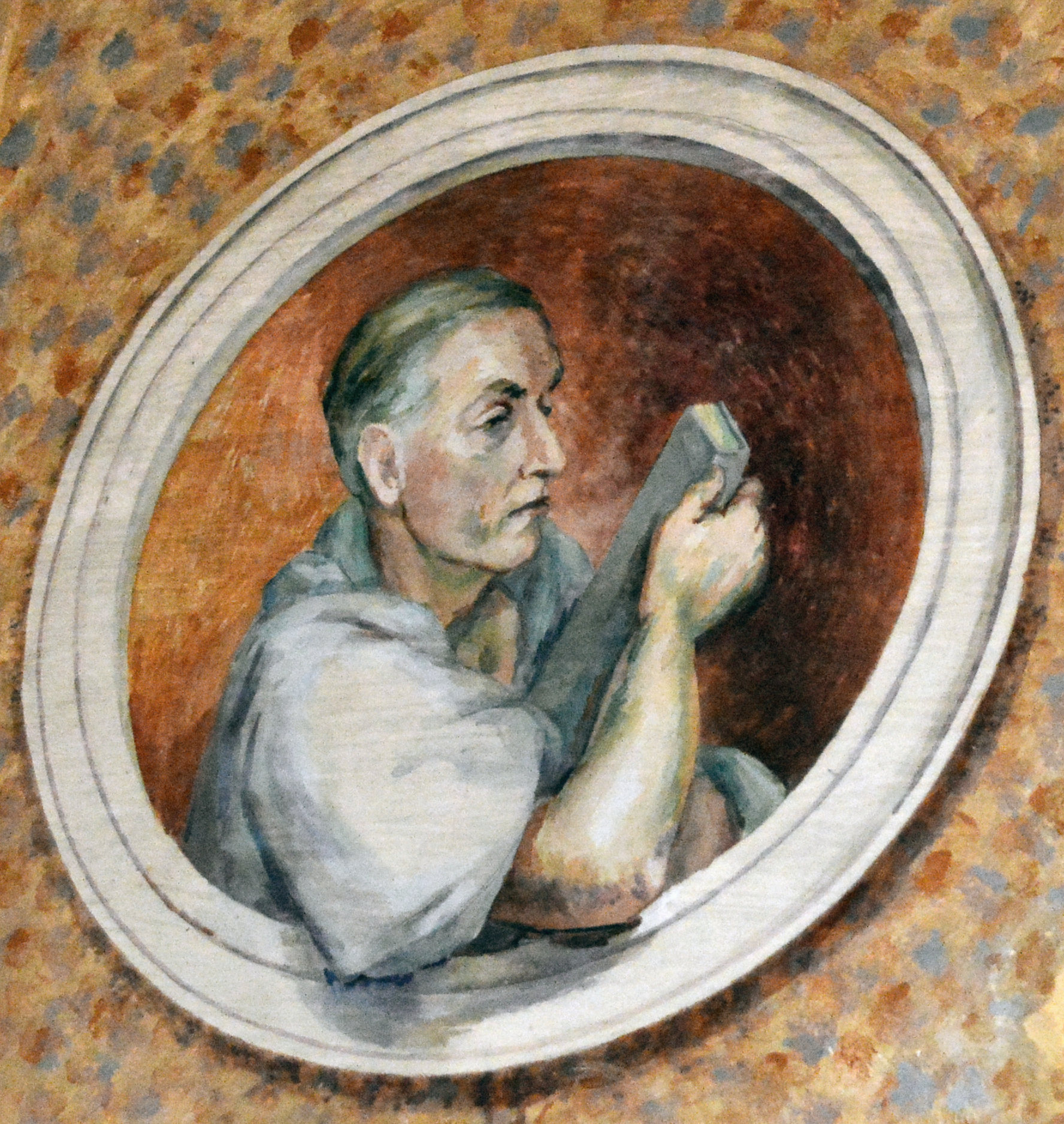
St. Blaise (muralmålning i Lincoln Cathedral, Storbritannien)
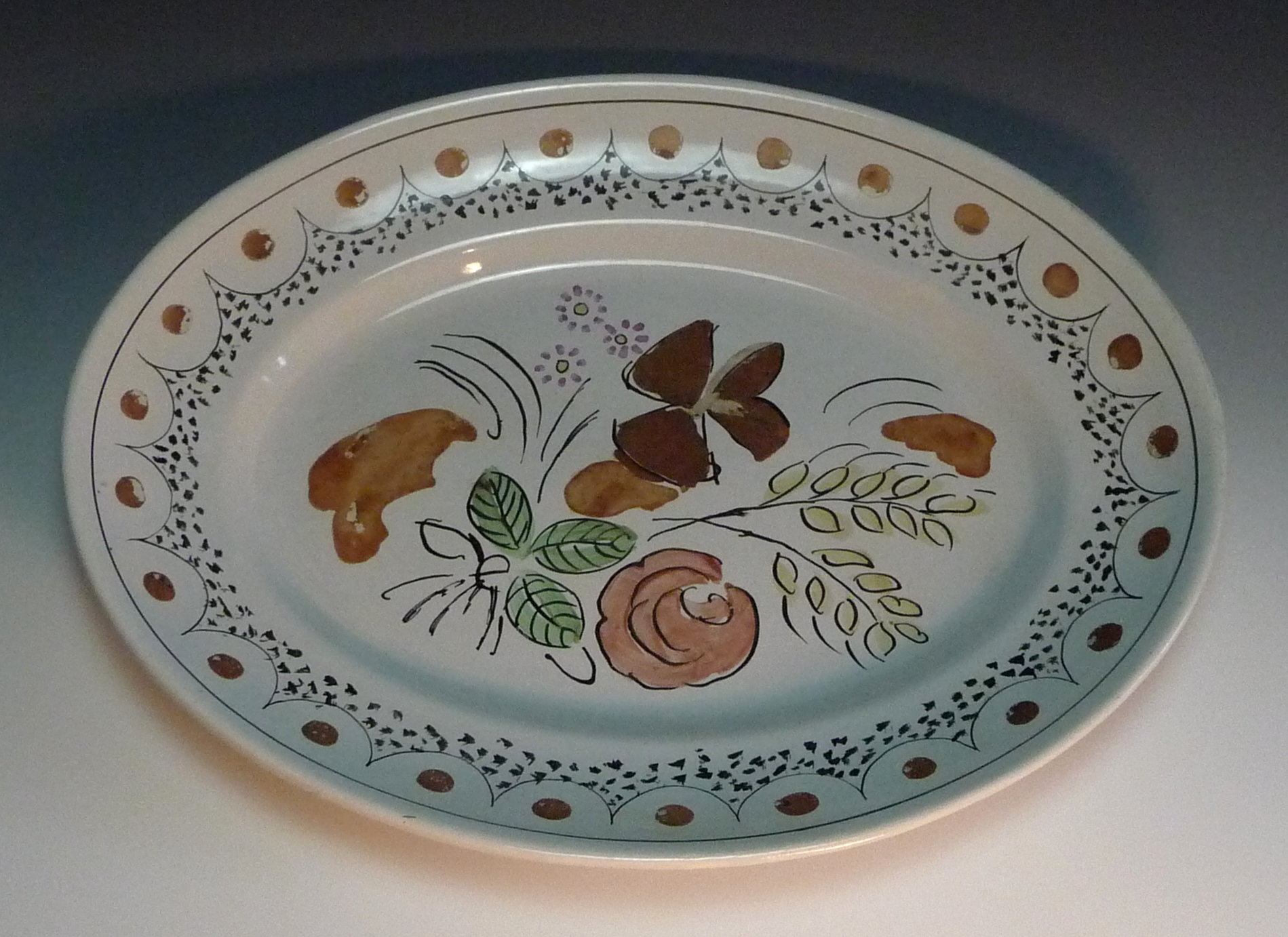
Clarice Cliff - tallrik (design Duncan Grant)